# Dotoramades masoalensis
Dotoramades masoalensis är en skalbaggsart som beskrevs av Jean François Villiers 1982. Dotoramades masoalensis ingår i släktet Dotoramades och familjen långhorningar.
Artens utbredningsområde är Madagaskar. Inga underarter finns listade i Catalogue of Life.